# Santa Maria della Visitazione (församling)
Santa Maria della Visitazione är en församling i Roms stift, belägen i quartiere Collatino i östra Rom och helgad åt Jungfru Marie besök. Församlingen upprättades den 30 mars 1960 av kardinalvikarie Clemente Micara genom dekretet Qua celeritate. 

Församlingen förestås av stiftspräster.
Till församlingen Santa Maria della Visitazione hör följande kyrkobyggnad:
- Santa Maria della Visitazione, Via dei Crispolti 142/144

## Institutioner inom församlingen
- Casa sede di Comunità (Figlie di Maria Immacolata (DMI))
- Istituto Professionale Statale per i Servizi Alberghieri e della Ristorazione «Amerigo Vespucci»

## Kommunikationer
De närmaste tunnelbanestationerna är Monti Tiburtini  och Pietralata 